# 小松製作所
株式会社小松製作所（こまつせいさくしょ）は、東京都港区海岸に本社を置く、日本の建設機械・鉱山機械の大手メーカー。呼称としてカタカナ表記のコマツを用いている。英表記はKOMATSUである。
現在の石川県小松市発祥で、創業者は竹内明太郎。日経平均株価およびTOPIX Large70、JPX日経インデックス400の構成銘柄の一つ。アメリカにおいてニューヨーク証券取引所やNASDAQには上場していないが、米国預託証券（ADR）を発行している（証券コード:KMTUY）。

## 概要・沿革
建設機械の日本でのシェアは1位、世界でアメリカ・キャタピラー社に次いで2位。日本以外にも南北アメリカ、ヨーロッパ、CIS、中近東、アフリカ、東南アジア、オセアニア、中国にグループ企業を展開する。

### 企業イメージ

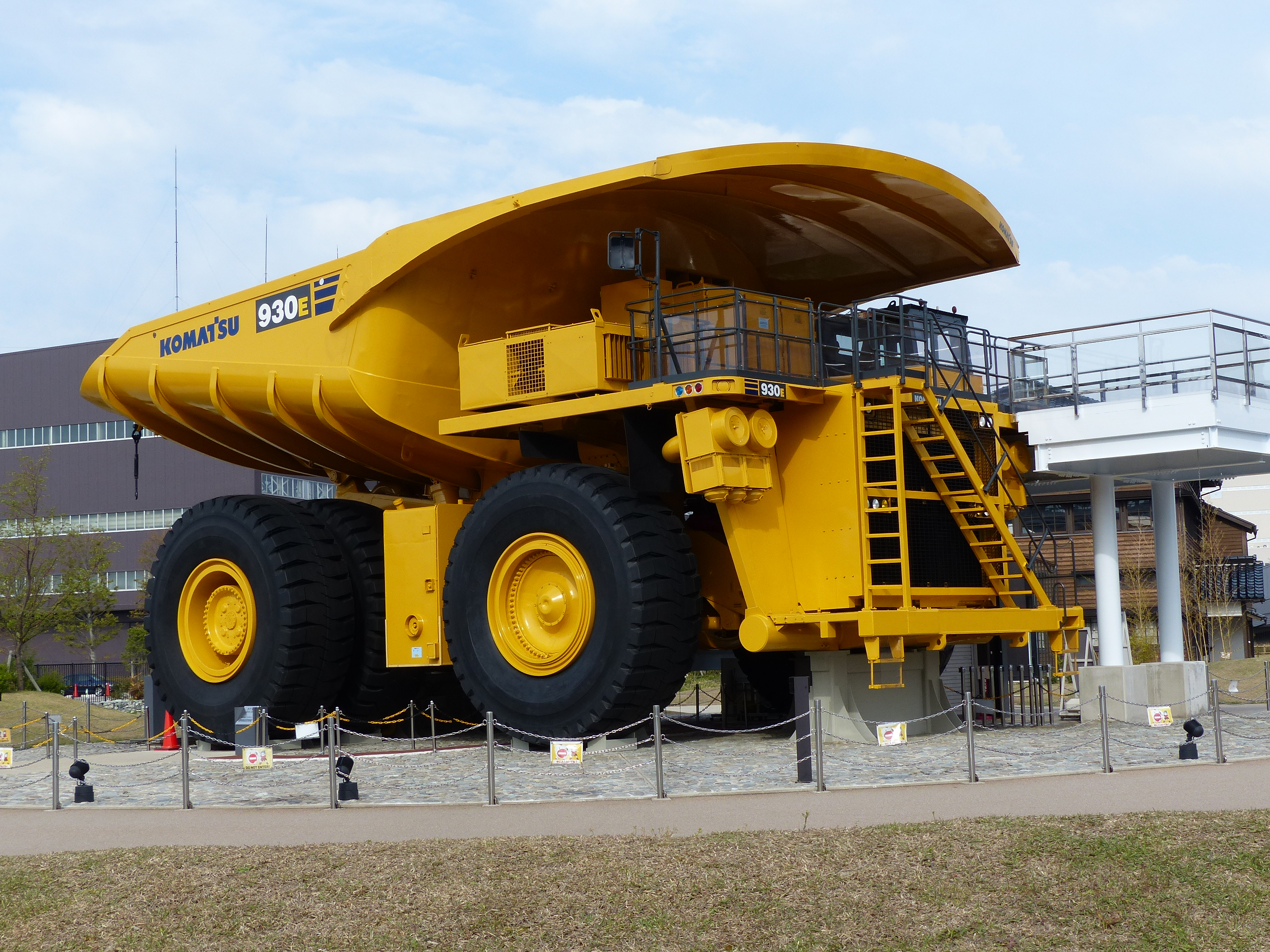
930E-2(こまつの杜)

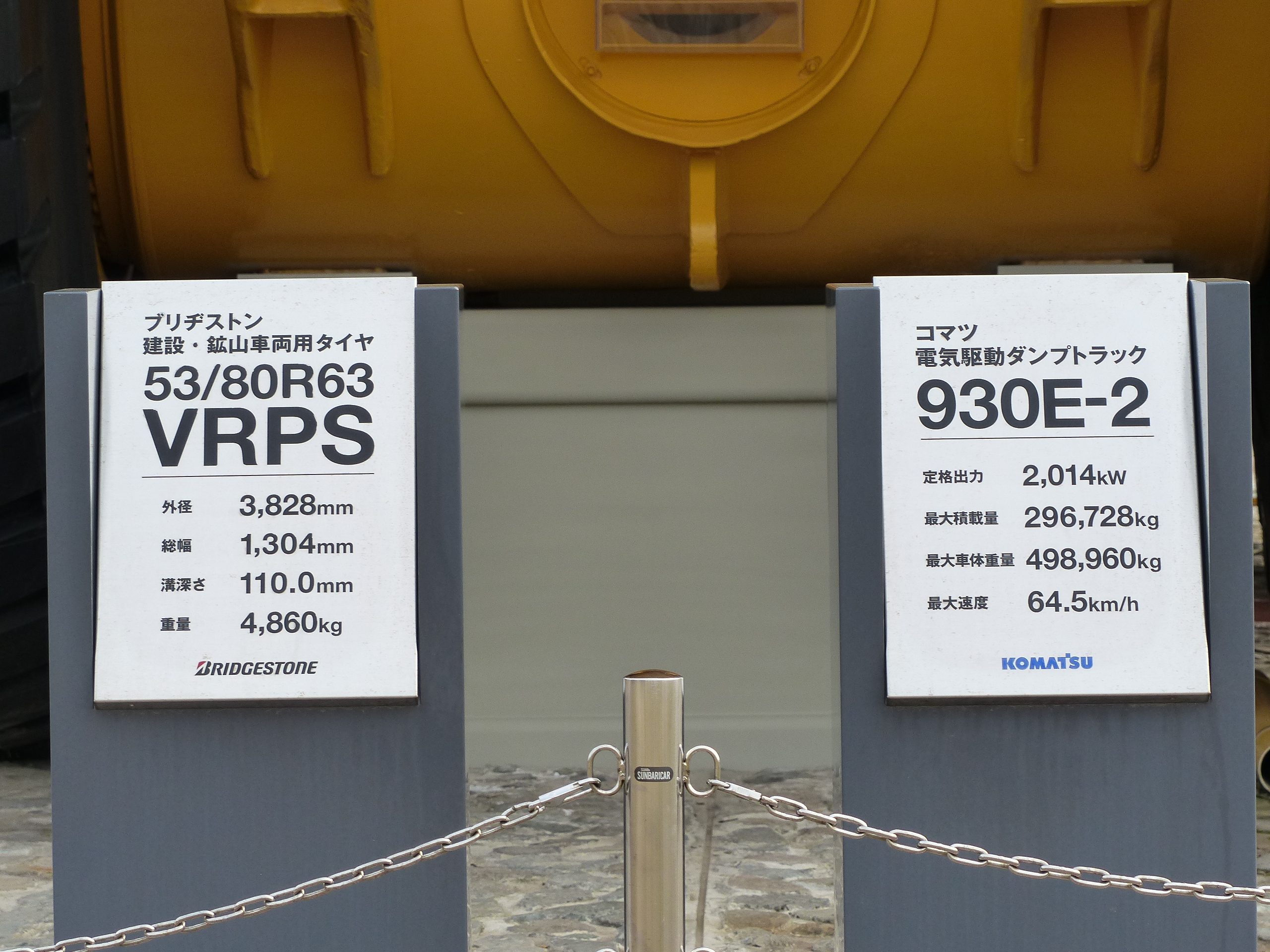
930E-2のスペック

堅実な経営で比較的財務体質が良く、世界戦略も好調な会社として知られ、投資家やエコノミストからの評価は高い。好悪含めて新聞雑誌の経済欄を飾ることも多い。斜陽産業などと言われた時期もあったが、建機業界が活況を帯びていることもあって、最近では成長企業として見られている。日本のものづくりを代表する企業の一つでもある。建設機械にとって最も重要なエンジン、トランスミッション、油圧機器、アクスル、コントローラー等の電子制御部品を全て自社開発・生産している。2008年5月には、市販ベースの建設機械で世界初となるハイブリッド油圧ショベル「PC200-8ハイブリッド」を発表した。IR活動や企業統治にも比較的力を入れている。
石川県では地元に縁のある企業としては別格の存在で、特に小松市はコマツの企業城下町となっている。また、一般の人や子供たちが建設機械に対して親しみを持ってもらえるよう、2010年に閉鎖した小松工場跡地の「こまつの杜」内に「わくわくコマツ館」を開設。旧本社社屋を復元した建物の1階は、建設機械や産業機械の展示・体験コーナー、建設機械のジオラマや3Dシアターなどとなっており、2階では、理科教室などのイベントが行われている。同じく小松市内にある粟津工場の開放日は家族連れに人気のイベントとなっている。また、静岡県にあるテクノセンタで年に2回見学会を開催したり、子供向けウェブサイト「ケンケンキッキ」を公開するなどのコミュニケーション活動も展開している。

### 発祥
1917年1月、石川県能美郡国府村（現・小松市）で銅山を経営していた竹内鉱業（竹内明太郎により創業）が自家用機械生産のため、同郡小松町の小松駅近傍に小松鉄工所を開設したのが始まりである（初代所長は、竹内の求めに応じた快進社の橋本増治郎が兼務）。竹内明太郎は高知県出身の実業家で吉田茂の長兄にあたる。竹内は1902年に遊泉寺銅山の開発に着手すると、1917年に遊泉寺銅山の附属施設として小松鉄工所を設立した。小松鉄工所では自家用工作機械や鉱山掘削機械を製造していた。1921年5月13日に小松鉄工所が竹内鉱業から分離独立し、株式会社小松製作所が設立された。当初は不況の煽りを受け細々と経営していたが、満州事変を境に業績が好転した。1932年に農林省から国産トラクターの開発を要請され、日本初の国産トラクタ―「T25トラクタ」を開発した。また、太平洋戦争中には日本海軍が米軍のブルドーザーを鹵獲、日本でも同じものを生産可能にする為、同社に送られて実用化の研究が始まったが、これが同社とブルドーザーの関わりの始まりである（詳細は「ブルドーザー」を参照）。
第二次大戦後、食糧増産のための開墾や国土復興などの需要からブルドーザーを量産し、1950年には総売上の53%がブルドーザーが占めるようになった。1951年8月には本社を小松から東京に移転、屋上に巨大ブルドーザーがあった通称・コマツビル（1991年春に、このブルドーザーを撤去）に移転して営業を始め、油圧ショベルやフォークリフト、重ダンプトラックなどの建機製品を次々と手掛けていった。油圧ショベルは「パワーショベル」の商品名で発売されたが、この言葉は今日では油圧ショベルの一般的な呼び名として定着している。

### 国際企業
グローバル化にいち早く手を付けた企業としても知られ、自動車メーカーより早い1950年代頃から海外への輸出や海外工場の展開を進めていた。1960年頃、キャタピラー社の日本進出に伴いマルA対策と呼ばれる品質向上活動が行われた。この結果、飛躍的に製品の品質が向上した。これを一つの契機として世界進出が本格的に開始される。現在ではアメリカ、ヨーロッパ、アジア、中国、ブラジルなどに50近い生産拠点がある。
1983年、石川県で全国植樹祭が開催された際には、昭和天皇の行幸先の一つとして粟津工場が選ばれている。
1988年、アメリカのドレッサー・インダストリーズとのジョイントベンチャーでコマツ・ドレッサーを設立し、ホウルトラック市場に参入。1994年にはドレッサー社の持ち分を買収して子会社化した。1996年、ドイツの老舗建機メーカーであるデマッグ社とのジョイントベンチャーでドイツ国内にデマッグ・コマツ有限会社を設立し露天掘り鉱山用の超大型油圧ショベル市場に参入。1999年にはデマッグの油圧ショベル部門を買収しドイツの現地法人として完全子会社化した。ちなみにデマッグはその後もクレーン専業メーカーとして存続したが2002年にゼネラルモーターズ系列のテレックスの子会社になり、2019年にはタダノが買収して子会社化しデマッグは名実ともに日本企業に買収された形になる。
2004年にスウェーデンのウメオ市内に本社を置くパーテック・フォレスト（旧ウメオ・メカニスカ）ABを買収してコマツ・フォレストABとして傘下に収め、林業用ハーベスター市場に参入した。
2017年4月6日、米国大手鉱山機械メーカー、ジョイ・グローバル社の買収手続きが完了したことを公表、ジョイ社を連結子会社のKomatsu Mining Corporationと名称変更し、旧ジョイ社が製造していた地下鉱山用重機と旧P&H社が製造していた露天掘り鉱山用重機がラインナップに加わった。
2024年、F1チームのウィリアムズF1のプリンシパルパートナー就任。尚1990年代にはウィリアムズF1、チーム・ロータスにも、デジタル技術やギアボックス周辺の部品の供与などを行ってきた。

### 70周年
創立70周年にあたった1991年5月、社名表示と呼称がコマツになってからは新事業を続々展開、CIの導入と新たな経営戦略で立ち向かった。2003年1月、石川県出身と父・松井昌雄が以前勤めていたという縁から、プロ野球選手の松井秀喜とCMなどでライセンス契約した。ニッポン放送で日本のプロ野球シーズン中に放送されるラジオのMLBミニ情報番組「コマツ・メジャーショウアップ」を提供することとなった（それ以前にも1996年頃よりマイク・ピアッツァ選手と契約を結んで宣伝活動を行なっていたことがある）。また、70周年を記念して始められた女子柔道部の活動にも力を入れている。所属選手の谷本歩実が、2004年アテネ五輪、2008年北京五輪の2大会連続で金メダルを獲得した（谷本選手は、2大会連続のオール一本勝ちである）。

## 東日本大震災への対応
2011年3月11日に東北地方・太平洋沖にて発生した大震災では、北関東に所在する一部工場などの操業に影響が出た。復旧に関わる支出が見込まれるが、2011年3月期業績への影響は軽微の見通しである。また地震から1週間の3月18日時点で、建設機械の無償貸与やプレハブハウスの提供、義捐金等、合計8億円の支援を決定している。
さらに被災した高専学生を対象とする「コマツ奨学金」を創設し、震災後10年間にわたり、毎年2千万円（合計2億円）の支給支援を実施する。

## スマート農業・林業
2018年7月23日、ICT（情報通信技術）建機による効率化で農林業分野の強化を表明。2018年にha,
カナダの林業機械部品メーカーから重機のアタッチメント部門を買収したほか、スウェーデンの林業機械のトレーニングシミュレーターの開発企業を買収した。さらに2019年2月には、アメリカ合衆国ウィスコンシン州の林業機械メーカーのティンバープロの買収を発表した。

## 所在地

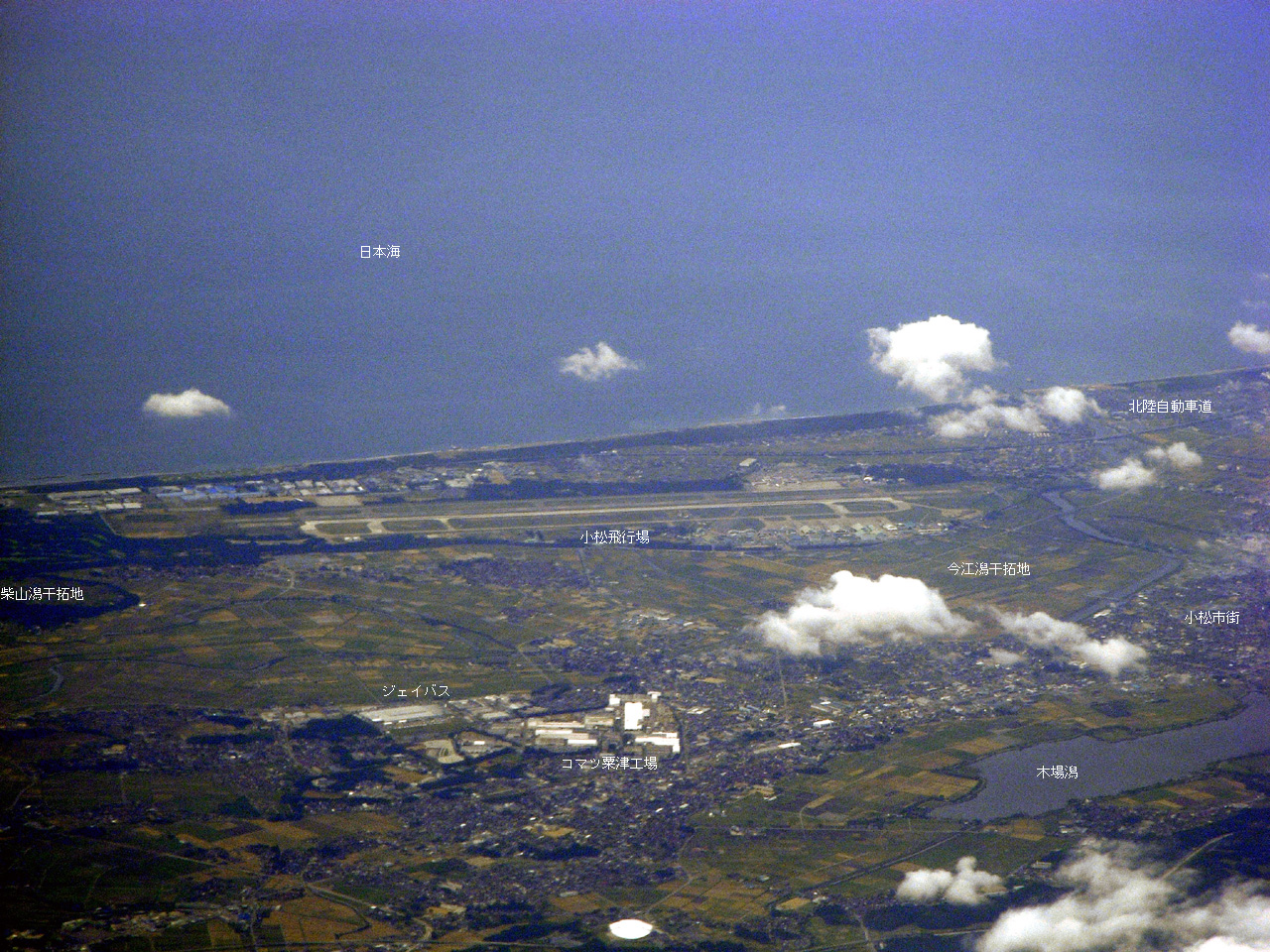
コマツ粟津工場

### 主要事業所
本社
東京都港区赤坂二丁目3番6号 コマツビル（建て替え工事中）
東京都港区海岸一丁目2番20号 汐留ビルディング（仮本社）
開発本部
神奈川県平塚市万田1200番地
コマツテクノセンタ
静岡県伊豆市徳永697番地
こまつの杜（もり）
石川県小松市こまつの杜1番地

### 主要工場
- 粟津工場（石川県小松市）
- 金沢工場（石川県金沢市）
- 氷見工場（富山県氷見市）
- 大阪工場（大阪府枚方市）
- 六甲工場（兵庫県神戸市）
- 茨城工場（茨城県ひたちなか市）
- 湘南工場（神奈川県平塚市）
- 小山工場（栃木県小山市）
- 栃木工場（栃木県小山市）
- 郡山工場（福島県郡山市）

### 閉鎖された工場
- 川崎工場（神奈川県）
- 小松工場（石川県） (2010年3月末閉鎖　金沢工場へ移転)
- 真岡工場（栃木県） (2010年7月末閉鎖　茨城工場へ移転)

## 主要製品

### 建設機械
- 油圧ショベル
- ホイール式油圧ショベル
- ハイブリッドショベル

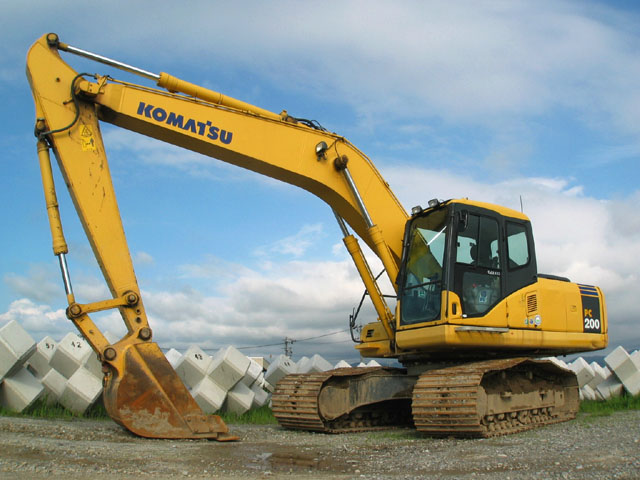
油圧ショベル GALEOシリーズ

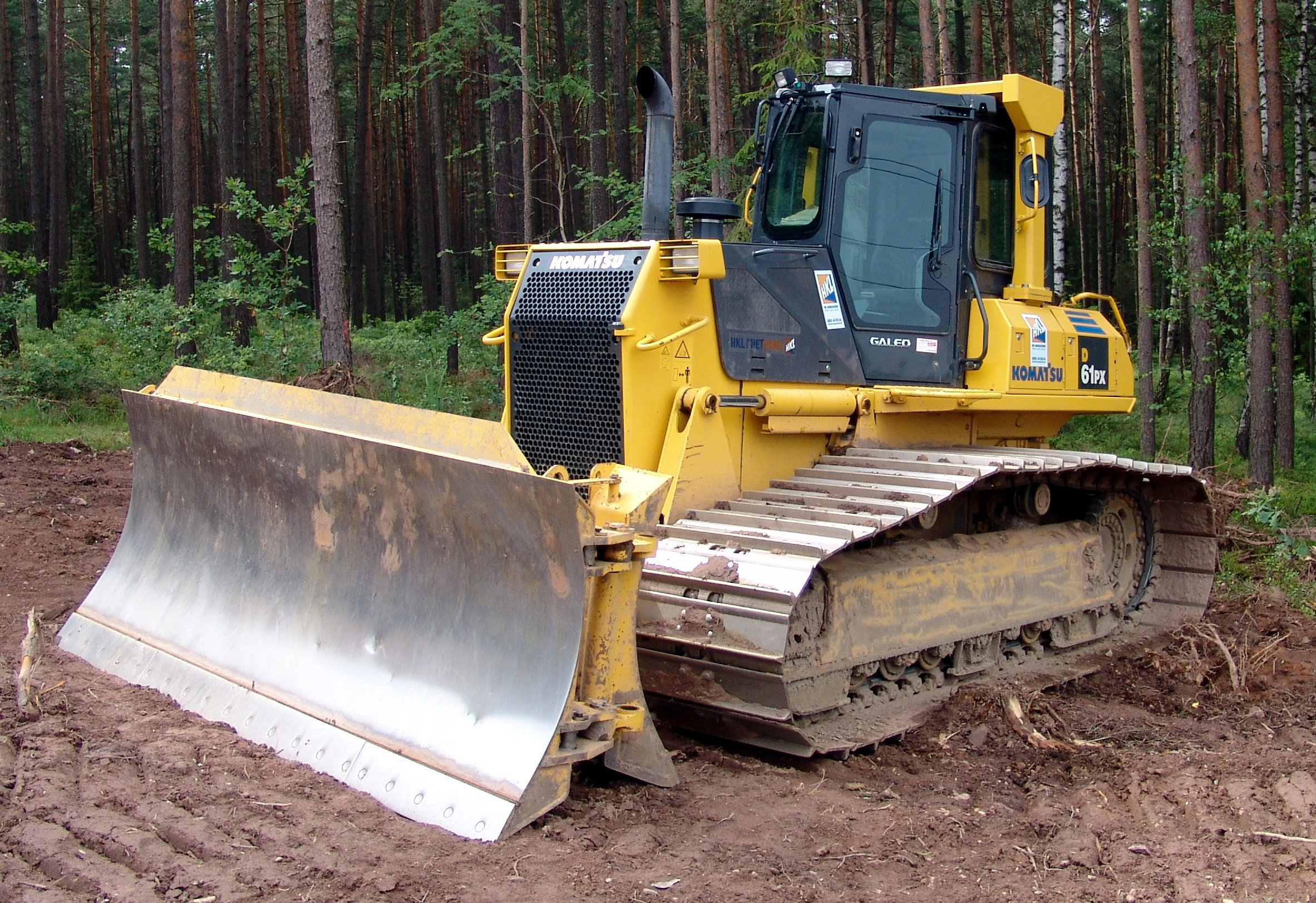
ブルドーザー「D61PX」

  - 2008年6月、市販車としては世界初のハイブリッドシステムを導入したショベルを発売した[14]。旋回モータ、発電機モータ、キャパシター（蓄電器）と、ディーゼルエンジンを併用することにより、通常型の同サイズの油圧ショベルと比べて燃費低減を実現している。これは旋回の減速時に発生するエネルギーを電気エネルギーに変換し、キャパシターに蓄え、これを発電機モータを通じてエンジン加速時の補助エネルギーとして活用している。また、このハイブリッド・システムを構成するコンポーネントは、キャパシタセルを含み、すべてコマツで内製されている。
- ブルドーザ
- 水陸両用ブルドーザ
  - 船が侵入できないような浅瀬などの整地や橋梁の工事のために開発された水陸両用ブルドーザ。1968年から旧建設省の指導のもとで開発に着手した。操縦は車体上部に組んだ櫓の上か陸地から無線で行う。動力は通常のエンジンであるが、吸排気用に長いパイプが上に伸びているのが特徴である。需要の低迷により1993年に製造中止したが，2013年に東日本大震災によって破損した橋脚工事の為、所有していた青木あすなろ建設がコマツに修理を依頼し，被災地での作業を行った[15][16]。
- ICTブルドーザ
  - 2013年4月、世界初となる全自動ブレード制御機能を搭載した中型ICT(情報通信技術)ブルドーザーを発売することを発表した[17]。従来の情報化施工商品でも実現されていた整地の仕上げ作業時だけではなく、掘削作業時を含む全てのブレードコントロールを自動化した世界初の全自動ブレード制御機能を搭載している。株式会社トプコン社製のGNSSアンテナ、慣性計測装置(IMU)、ストロークセンシングシリンダーなどの情報を利用することにより、ブルドーザの姿勢や位置、ブレードの刃先位置などを高精度に計測することで高精度な施工を可能にしている。
- 農業ブルドーザ
  - GNSS測量技術による高精度ICTにより水平・高さを自動制御し初心者でも均平度向上（均平度±15mm）と3点リンク・リアPTO標準装備により1台で均平から耕起・代掻き・直播まで対応し、農業機械コストを1/3に引き下げるのが目標（2019年度末に達成予定）。建機リース会社が操作を担当するオペレーター付きで水田などに派遣するプランも研究[18][19][20][21][22]。
- ホイールローダー
- ホウルトラック
- 不整地運搬車
  - くるくるダンプシリーズ
- モーターグレーダー
- ロードローラー
- 自走式破砕機
  - ガラパゴスシリーズ
- 自走式土質改良機
  - リテラシリーズ
- 自走式木材破砕機
  - リフォレシリーズ
- バックホーローダー
- スキッドステアローダー
- テレスコピックハンドラー

### 管理システム

#### 無人ダンプトラック運行システム（AHS）
- 2005年、南米チリ北部の銅鉱山に、運転手を必要としない無人ダンプトラック運行システム（Autonomous Haulage System、AHS）を世界で初めてトライアル導入し、2007年末には本格導入されている[23]。
- 2008年末に鉱業の多国籍大手企業グループのリオ・ティントとの提携によるオーストラリア北西部（ピルバラ地区）の鉄鉱山でのテストランも開始され、2015年までに150台以上の無人ダンプシステムを導入する予定であることが発表された[24]。このシステムは世界最大級のダンプトラック（タイヤの直径だけで3.8メートル）に、「高精度GPS位置情報システム」「ミリ波レーダ」「光ファイバージャイロ」などのトラックの状態・周辺環境の状態を検知するセンサを取り付け、トラックの中に人を乗せることなく土砂の運搬を可能にしたものである。過酷な環境のため、人材を集めることが困難な鉱山の開発を可能にするとともに、鉱山の運営において生産性の向上が可能になるとされている。
- 2019年11月14日、世界最大級のカラジャス鉄鉱山（ブラジル北部）向けに、電気駆動式超大型ダンプトラック『930E』37台と無人ダンプシステムを導入すると発表[25]。
- 2024年2月、超大型自動運転ダンプトラックの累計導入台数が700台を超える[26]。

#### スマートコンストラクション
- 2015年2月に、下記の5つのICT技術などを組み合わせた、統合的な建設現場管理システム『スマートコンストラクション』を発表した[27]。
ドローンや3Dレーザースキャナー、建設機械の運転席に搭載されたステレオカメラなどを活用した「現況の高精度測量」施工完成図面の「3次元化」。
土質や地下の埋設物について、事前に調査し解析する「変動要因の調査・解析」。
施工計画シミュレーション機能により、条件ごとに異なる施工パターンを提案する「施工計画の作成」。
3次元データ化された完成図面による、ICT建機の「高度に知能化、自動制御された施工」。
完工後の施工データ活用。

### その他
- フォークリフト
- バッテリー式フォークリフトFE25-1
- シールドマシン
- 大型プレス機械
- クランクシャフトミラー等の工作機械
- 航空機牽引車（トーイングカー）
- 産業用エンジン
- ディーゼル機関車・気動車用エンジン
- 空港用化学消防車（モリタとの共同開発）

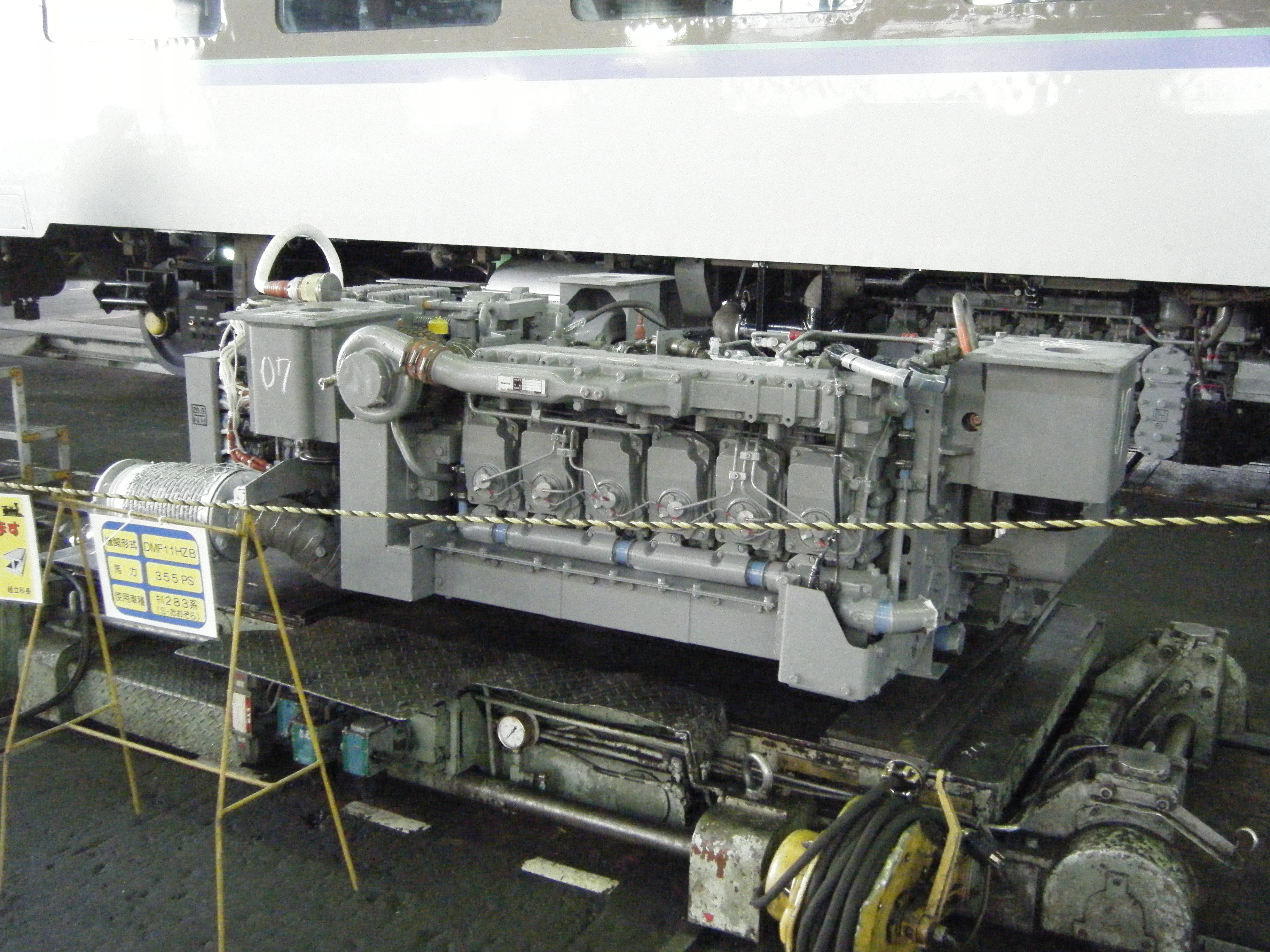
気動車用SA6D125H形エンジン（JR北海道 N-DMF11HZB形）

- 電気溶接機 - 排ガス規制強化により社外製ディーゼルエンジン搭載モデルが登場した。

クボタZ482-KA、ヤンマーディーゼル3TNE68-U
- 対人地雷除去機
  - 2024年7月、日本政府が資金提供する不発弾や地雷除去プロジェクトの一環として、コマツのブルドーザータイプの対人地雷除去機「D85MS」が、日建（山梨県）の油圧ショベルタイプの対人地雷除去機「BM307-V16」とともに、ウクライナに計4台引き渡された。両者はいまだ地雷の危険が残るカンボジアなどで実績を残している。なお、2024年中に計22台が引き渡される予定[28]。
- 伐採機 Komatsu 931.1
- KOMTRAX
  - KOMTRAXはコマツが開発した建設機械の情報を遠隔で確認するためのシステムである[29]。建設機械にGPSや通信システムなどを搭載し、その建設機械の位置や稼働状況をデータサーバに集約する。建設機械の利用者や代理店はその情報をインターネットで閲覧することが可能であり、それらの情報から車両の保守管理や省エネ対策などが可能になる。2010年時点で全世界で15万台を越えるKOMTRAXシステムが稼働している。
- LANDLOG
  - LANDLOGは2017年10月から始まった、コマツとNTTドコモ、SAPジャパン、オプティムと合同で開発、運用している建設事業者向けクラウドサービスである[30]。施工の3次元データや、建設機械の情報を集約することができ、それにより様々な施工最適化システムを利用できるようになる。またAPIが公開されるため、第三者が独自のソフトを開発したり、販売したりできるようになる。

### 防衛省向け

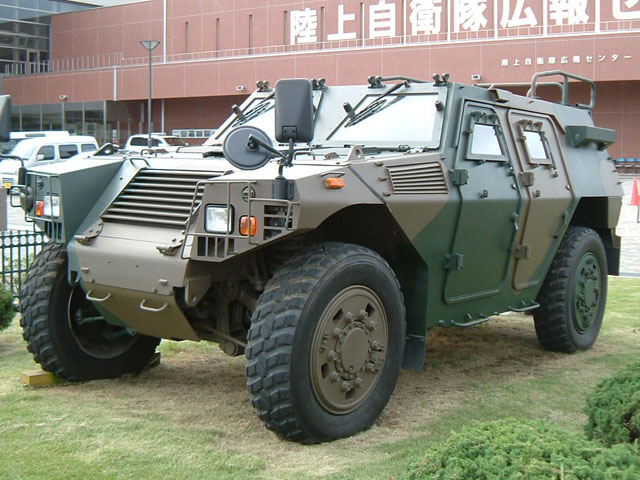
軽装甲機動車

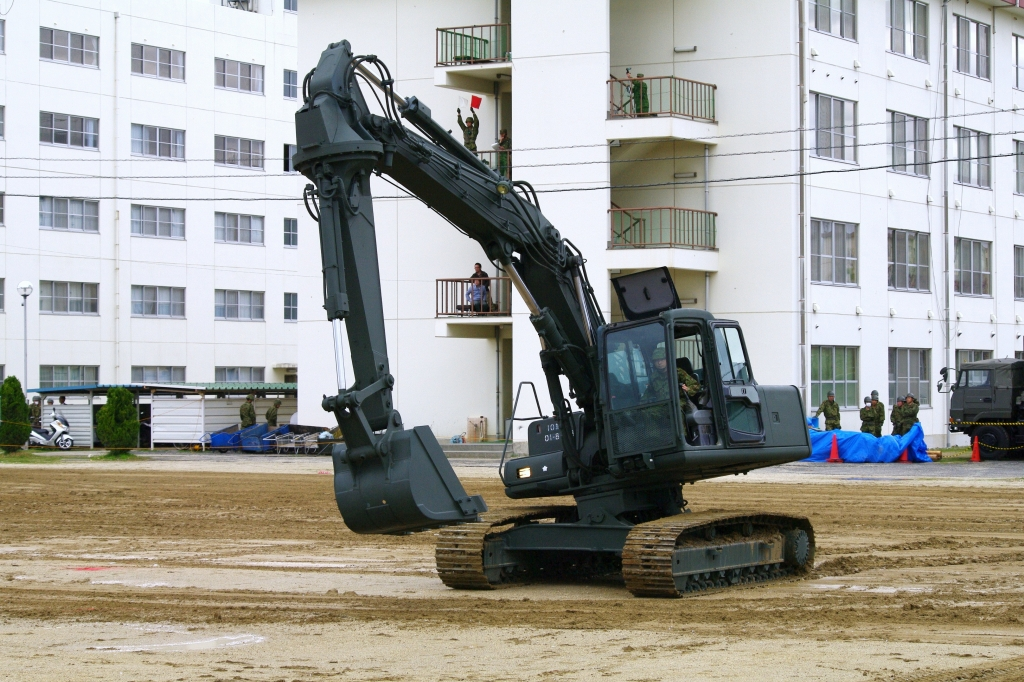
掩体掘削機。右側へローリングしている

1983年度に配備された陸上自衛隊初の国産装輪装甲車を開発。2002年度に配備された軽装甲機動車では約2000両を生産し、国内のみならず自衛隊イラク派遣や国際連合平和維持活動などを支える企業となっていたが、2010年代に入ると受注量が減少。開発コストに見合う利益が見込めないなどの判断から、2019年、全ての自衛隊向け新型車両の開発から撤退する方針が固められたことが報道された。なお、これに先立ち2018年には、コマツが進めていた新型装輪装甲車の開発計画が、防弾板の性能が要求水準に達しないなどの理由により中止されたことが報道されていた。
車両の他、各種弾薬の製造・納入を行っている。弾薬製造事業については、利益率は低いものの受注は安定が見込まれ、小松製作所は、国防への貢献という意味でも2022年以降も継続する考えを示している。
※旧防衛庁向けも含む
- 試製56式装甲車I型
- SUB-2
- 82式指揮通信車
- 87式偵察警戒車
- 96式装輪装甲車
- 軽装甲機動車
- 装輪装甲車 (改)（試作のみ。2018年開発中止。）
- 60式自走106mm無反動砲
- 60式自走81mm迫撃砲
- 60式自走107mm迫撃砲
- 203mm自走榴弾砲（ライセンス生産）
- 60式3t雪上車
- 61式大型雪上車
- 74式自走105mmりゅう弾砲
- 75式130mm自走多連装ロケット弾発射機
- 76式対砲レーダ装置 JMPQ-P7（対砲レーダ用装軌車のみ）
- 75式ドーザ
- 施設作業車
- 化学防護車
- NBC偵察車
- 掩体掘削機 - 自社の油圧ショベルをベースにアームの360度回転や車体の傾斜機能を追加している。
- グレーダ

## テレビ番組
- 日経スペシャル カンブリア宮殿 「世界に羽ばたく日本のモノづくり～どん底からのダントツ経営改革に学べ!」（2008年2月4日、テレビ東京）- 出演：会長 坂根正弘[35]。
- 知られざるガリバー〜エクセレントカンパニーファイル〜（2021年2月13日、テレビ東京）[36]。

## 広告活動

### 提供番組
- コマツ・メジャーショウアップ（ナイターシーズンインに放送、ニッポン放送・NRN系、過去）
- ちびまる子ちゃん(2023年7月、フジテレビ系)
- イニミニマニモ(2024年4月 - 、テレビ東京系)

### 過去の提供番組
- ワールドプロレスリング（NET→テレビ朝日系列）
- 独占!スポーツ情報（日本テレビ系列）
- The独占サンデー（日本テレビ系列）
- 真相報道 バンキシャ!（日本テレビ系列）
- S-PARK（フジテレビ系列）

## 映像作品
- DVD「建機 THE MOVIE-コマツテクノロジー特集編-」（2011年テイチクエンタテインメント）

## グループ企業

### 国内
※全て株式会社である。

#### 建設・鉱山機械・ユーティリティ（小型機械）
- コマツカスタマーサポート（東京都港区）
- コマツクイック（神奈川県横浜市神奈川区）
- コマツカミンズエンジン（栃木県小山市）
- アイ・ピー・エー（栃木県小山市）
- コマツ教習所（神奈川県横浜市港北区）
- コマツ物流（東京都港区）

#### 産業機械・その他
- コマツ産機（石川県金沢市）
- コマツNTC（富山県南砺市）
- ギガフォトン（栃木県小山市）
- KELK（神奈川県平塚市）
- コマツコーポレートサービス（東京都港区）

#### 金融・リテールファイナンス
- コマツビジネスサポート（東京都港区）

### 主要な海外グループ企業
- Komatsu Mining Corp.（米国） - 2017年に買収した旧Joy Global Inc.
- Komatsu Forest AB　（スウェーデン）

## 女子柔道部
1991年創部。日本国内外の大会で個人・団体ともに優勝や上位入賞の成績を残している。専用道場は1993年、東京都江東区に建てたコマツ永代道場。海外からの選手も受け入れ、海外での「コマツ」ブランドの知名度向上にも活かしている。
- 監督・コーチ陣
  - 総監督：松岡義之
  - アドバイザー：中村淳子
  - コーチ：今井優貴、竹谷元太
- 選手
  - 髙市未来（主将）
  - 芳田司（副主将）
  - 泉真生（副主将）

## 不祥事
- 2015年11月4日、小松製作所の元幹部が出張旅費を架空請求して同社から約470万円をだまし取ったとして、警視庁は元幹部を詐欺容疑で逮捕した[38]。
- 2016年4月7日、小松製作所の完全子会社であるコマツ建機販売中国カンパニー山口営業所において、車両系建設機械に係る特定自主検査業務で労働安全衛生法の違反行為を行い、厚生労働省から、山口営業所および同検査事務所が担当する地域内での検査業務について、業務停止命令の行政処分を受けた[39]。